# Erateina iphis
Erateina iphis là một loài bướm đêm trong họ Geometridae.